# بوريليا إسبانية
بوريليا إسبانية (الاسم العلمي:Borrelia hispanica) هي نوع من البكتيريا تتبع جنس البوريليا من الفصيلة البوريلية.